# Hans Dynesen
Hans Dynesen (25. september 1870 i Aarhus – 14. december 1939) var en dansk skuespiller, talelærer og foredragsholder.
Hans Dynesen filmdebuterede i den dansk/svenske stumfilm Massösens offer fra 1910. Som dog blev totalforbudt af den svenske censur. Efter Massösens offer medvirkede han i en række film fra forskellige danske og svenske produktionsselskaber. I perioden 1917 – 1920 hovedsageligt Nordisk Films Kompagni.

## Filmografi
| - Massösens offer (som proprietær Vinge; instruktør Alfred Lind, Sverige, 1910) - Cirkusluft (som godsejer Löwenhjelm; instruktør Poul Welander, Sverige, 1912) - Komtessan Charlotte (som grev Preben Galt; instruktør Poul Welander, Sverige, 1912) - Ormen (instruktør Poul Welander, Sverige 1912) - Af en Opdagers Dagbog (som opdageren; instruktør Alfred Lind, 1913) - Ene i Verden (instruktør A.W. Sandberg, 1916) - Rædselsnatten (som grev Zarkowa alias Mirko; ukendt instruktør, 1917) - Hotel Paradis (instruktør Robert Dinesen, 1917) - Under Kærlighedens Aag (som Alfonso, en arbejder; instruktør Alexander Christian, 1917) - Telefondamen (som William Morrow, godsejer; instruktør Eduard Schnedler-Sørensen, 1917) - Den grønne Bille (instruktør Martinius Nielsen, 1918) - Solen, der dræbte (instruktør Hjalmar Davidsen, 1918) - Had og Kærlighed (som Robert Blixton; ukendt instruktør, 1918) - Kærlighed overvinder Alt (som Axel Reckland, fhv. guvernør, Hans' bror; instruktør Alfred Kjærulf, 1919) - Mod Lyset (som Wenkas stiffader; instruktør Holger-Madsen, 1919) - Fugleskræmslet (som Jensen, Skyldfris far; instruktør Lau Lauritzen Sr., 1919) - Manden, der sejrede (instruktør Holger-Madsen, 1920) - Den flyvende Hollænder, I-IV (som Pater Seysen (I); instruktør Emanuel Gregers, 1920) - Præsten i Vejlby (som præsten i Aalsø; instruktør August Blom, 1922) - Gorki (som Gorki; ukendt instruktør) |